# François Auclair
François Auclair je bývalý francouzský reprezentant ve sportovním lezení. Medailista z mistrovství Evropy a v celkovém hodnocení světového poháru v lezení na obtížnost.

## Výkony a ocenění

### Závodní výsledky
| Mistrovství světa | Mistrovství světa |
| Rok               | 2003              |
| ----------------- | ----------------- |
| Obtížnost         | 9-11              |

| Světový pohár (nalevo jsou poslední závody v roce) | Světový pohár (nalevo jsou poslední závody v roce) | Světový pohár (nalevo jsou poslední závody v roce) | Světový pohár (nalevo jsou poslední závody v roce) | Světový pohár (nalevo jsou poslední závody v roce) |
| Rok                                                | 2000                                               | 2001                                               | 2002                                               | 2003                                               |
| -------------------------------------------------- | -------------------------------------------------- | -------------------------------------------------- | -------------------------------------------------- | -------------------------------------------------- |
| Obtížnost                                          | 40-42                                              | 5                                                  | 8                                                  | 3                                                  |
| jednotlivě                                         | ,21,26,-,-,-,                                      | ,23,11,10,,4,                                      | ,27,5,14,8,6,12,4,                                 |                                                    |

| Mistrovství Evropy | Mistrovství Evropy |
| Rok                | 2004               |
| ------------------ | ------------------ |
| Obtížnost          | 3                  |

| Mistrovství Francie | Mistrovství Francie |
| Rok                 | 2000                |
| ------------------- | ------------------- |
| Obtížnost           | 3                   |